# Lanistes neavei
Lanistes neavei là một loài ốc nước ngọt cỡ lớn, là động vật chân bụng sống dưới nước động vật thân mềm có mang và nắp (động vật chân bụng)|nắp ốc thuộc họ Ampullariidae, the apple snails.
Nó được tìm thấy ở Cộng hòa Dân chủ Congo và Zambia.